# 보지다르 스밀랴니치
보지다르 스밀랴니치(크로아티아어: Božidar Smiljanić, 1936년 9월 20일 ~ 2018년 4월 7일)는 크로아티아의 배우, 작가이다.
자그레브에서 태어났으며 자그레브에서 사망하였다.

## 영화
- 더 콘스티튜션 (2016년)
- 슈퍼처방전 (2014년)
- 영광의 100분 (2004년)
- 피스메이커 (1997년)
- 시간의 모래밭 (1992년)
- 용형호제 2 - 비룡계획 (1990년)
- 워싱턴 긴급 지령 (1988년)
- 프로젝트A 2 : A계획 속집 (1987년)
- KGB의 음모 (1986년)
- 트랜실바니아 (1985, Transylvania 6-5000)
- 네레트바 전투 (1970년)